# William A. Studer

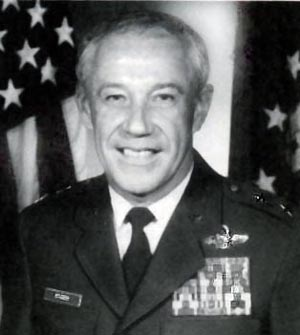
William A. Studer

William Allen Studer (* 27. Juli 1939 in Chicago, Illinois; † 26. Januar 2019 in Tampa, Florida) war ein Generalmajor der United States Air Force. Er war unter anderem Kommandeur der 13. Luftflotte.

## Leben
William Studer war ein Sohn von Reverend William Gottlieb Studer (1911–1993) und dessen Frau Annette E. Studer (1917–2006). Über das ROTC-Programm des Georgia Institute of Technology gelangte er im Jahr 1961 in das Offizierskorps des United States Air Force. Dort durchlief er anschließend alle Offiziersränge vom Leutnant bis zum Zwei-Sterne-General.
Im Lauf seiner militärischen Karriere absolvierte er verschiedene Kurse und Schulungen. Dazu gehörten unter anderem eine Ausbildung zum Kampfpiloten und weitere Fortbildungskurse als Pilot neuer Flugzeugtypen sowie das Air Command and Staff College und das Air War College, die sich beide auf der Maxwell Air Force Base in Alabama befinden. Außerdem erhielt er einen akademischen Grad von der Troy University.
In seinen frühen Jahren als Offizier der Luftwaffe war er an verschiedenen Stützpunkten in den Vereinigten Staaten stationiert. Dabei war er als Pilot oder Flugausbilder bei unterschiedlichen Einheiten tätig. Dazwischen absolvierte er die erwähnten Schulungen. Zwischen Januar 1965 und April 1966 war er als Transportpilot im Vietnamkrieg eingesetzt. Dabei gehörte er der 311. Schwadron (311th Air Commando Squadron) an, die auf der Da Nang Air Base im damaligen Südvietnam stationiert war.
Eine weitere Auslandsversetzung führte ihn zwischen August 1970 und August 1971 zur Korat Royal Thai Air Force Base in Thailand. Dort war er unter anderem Kampfpilot in der 469. Taktischen Kampfstaffel (469th Tactical Fighter Squadron). Zwischen 1976 und 1980 war er an mehreren Standorten in Deutschland stationiert. Zunächst war er von August 1976 bis Februar 1978 auf der Sembach Air Base Stabsoffizier bei der 17. Luftflotte (17th Air Force). Danach war er bis zum Oktober 1978 auf der Ramstein Air Base Kampfpilot bei der 512. Taktischen Kampfstaffel (512th Tactical Fighter Squadron). Anschließend kommandierte er bis zum April 1979 die 526. Taktische Schwadron (526th Tactical Fighter Squadron), die ebenfalls auf der Ramstein Air Base ansässig war. Auch danach verblieb er bis zum Juli 1980 in Ramstein, wo er dem Stab der 86th Tactical Fighter Group angehörte.
Zwischen August 1980 und Juni 1981 absolvierte William Studer das Air War College. Danach gehörte er bis zum Dezember 1982 dem Stab des Secretary of the Air Force an. Dort arbeitete er in der Abteilung die für die Verbindung der Air Force zum Kongress zuständig war (assistant to the director, legislative liaison). Anschließend kehrte er zur Ramstein Air Base zurück. Zwischen Januar 1983 und Januar 1984 gehörte er dort der Stabsabteilung für Operationen im Hauptquartier der United States Air Forces in Europe an.
Sein nächster Auftrag führte ihn nach England. Auf der Royal Air Force Station Alconbury war er zwischen Februar 1984 und April 1985 stellvertretender Kommandeur des 10. Taktischen Aufklärungsgeschwaders (10th Tactical Reconnaissance Wing). Anschließend erhielt er das Kommando über dieses Geschwader, das er bis zum März 1986 innehatte. Zwischen April 1986 und August 1987 kommandierte William Studer das 81. Kampfgeschwader (81st Tactical Fighter Wing) das auf der Royal Air Force Station Bentwaters, ebenfalls in England, stationiert war. Es folgte eine neuerliche Rückkehr zur Ramstein Air Base. Von September 1987 bis zum August 1988 kommandierte er dort die 316. Luftdivision (316th Air Division). Gleichzeitig leitete er die Kaiserslautern Military Community.
Im September 1988 wurde Studer auf die Bergstrom Air Force Base in Texas versetzt. Dort war er bis zum Dezember 1989 stellvertretender Kommandeur der 12. Luftflotte, die die Luftstreitkräfte des United States Southern Commands bildet.
Im Januar 1990 übernahm William Studer auf der Clark Air Base auf den Philippinen als Nachfolger von Donald Snyder das Kommando über die 13. Luftflotte (Thirteenth Air Force). Dieses Amt bekleidete er bis zum 2. Dezember 1991, als Hale Burr seine Nachfolge antrat. Seiner Luftflotte unterstanden die amerikanischen Luftstreitkräfte auf den Philippinen, in Thailand und Taiwan. Im Juni 1991 kam es auf den Philippinen zum Ausbruch des Vulkans Pinatubo. Dabei fiel die Clark Air Base Aschenregen zum Opfer und musste aufgegeben werden. Die 13. Luftflotte bezog ihr neues Hauptquartier auf der Andersen Air Force Base in Guam.
Sein letzter militärischer Auftrag führte William Studer zur MacDill Air Force Base in Florida. Dort übernahm er die Leitung der Stabsabteilung für Operationen (Director of Operations) beim United States Central Command. Diesen Posten hatte er bis zu seiner Pensionierung im Jahr 1994 inne.
Während seiner aktiven Zeit als Militärpilot absolvierte er über 5000 Flugstunden auf verschiedenen Flugzeugtypen.
William Studer verbrachte seinen Lebensabend in Tampa. Zwischen 1994 und 2005 leitete er im dortigen Hillsborough County die Behörde für öffentliche Sicherheit (Director of Public Safety). Danach war er dort als Berater für die Einsatzbereitschaft in Notfällen (Emergency Preparedness Consultant) tätig. Er starb am 26. Januar 2019 und wurde auf dem Bay Pines National Cemetery in Bay Pines (Florida) beigesetzt.

## Daten der Beförderungen
| Abzeichen | Rang               | Jahr              |
| --------- | ------------------ | ----------------- |
|           | Second Lieutenant  | 9. September 1961 |
|           | First Lieutenant   | 17. Mai 1963      |
|           | Captain            | 17. Mai 1966      |
|           | Major              | 1. August 1972    |
|           | Lieutenant Colonel | 1. März 1978      |
|           | Colonel            | 1. November 1980  |
|           | Brigadier General  | 1. Oktober 1987   |
|           | Major General      | 1. März 1990      |

## Orden und Auszeichnungen
William Studer erhielt im Lauf seiner militärischen Laufbahn unter anderem folgende Auszeichnungen:
- Air Force Distinguished Service Medal
- Legion of Merit
- Bronze Star Medal
- Distinguished Flying Cross
- Air Medal
- Meritorious Service Medal
- Air Force Commendation Medal
- Philippine Legion of Honor (Philippinen)
- Philippine Bronze Cross (Philippinen)